# Lengyel labdarúgó-válogatott
A lengyel labdarúgó-válogatott Lengyelország nemzeti csapata, amelyet a lengyel labdarúgó-szövetség (lengyelül: Polski Związek Piłki Nożnej) irányít. A lengyel válogatott aranykorszaka a hetvenes években volt. Az 1974-es világbajnokságon a harmadik helyet szerezték meg, miután Brazíliát 1–0-ra legyőzték a bronzmérkőzésen, Grzegorz Lato 7 góljával pedig a gólkirályi címet hódította el. 1982-ben ismét a dobogó harmadik fokára állhattak fel, ekkor Franciaországot sikerült 3–2 arányban legyőzni a harmadik helyért rendezett mérkőzésen. Európa-bajnokságra először 2008-ban sikerült kijutniuk. A 2012-es labdarúgó-Európa-bajnokságot Ukrajnával közösen rendezték.
Az 1972-es müncheni olimpián aranyérmet szereztek, amit 1976-ban, Montréalban és 1992-ben, Barcelonában egy-egy ezüstérem követett.

## A válogatott története

### A kezdetek (1919–1939)
1874–1918 között – amikor a kontinensen fejlődésnek indult a labdarúgás – Lengyelország még csak nem is létezett. A modern lengyel államot 1921-ben alapították, és a nemzeti tizenegy 1921. december 18-án, Budapesten Magyarország ellen játszotta első hivatalos mérkőzését, melyet 1–0-ra elveszített. Az első győzelmükre 1922. május 28-ig kellett várniuk, ekkor Stockholmban győzték le Svédországot 2–1-re.

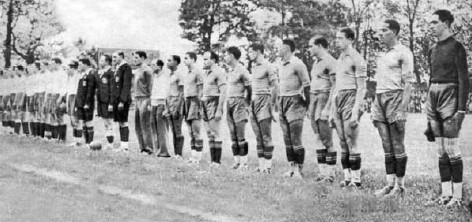
Lengyelország–Brazília 5–6 (1938)

1937-ben Jugoszláviát 4–0 és 1–0 arányban sikerült kétszer is legyőzniük, így sikeresen vették az 1938-as labdarúgó-világbajnokság számukra előírt két selejtezőmérkőzését. A világbajnokságon Brazíliával találták szembe magukat, és a világbajnokságok történetének egyik legemlékezetesebb mérkőzését játszották. Bár a harmincas években Brazília nem tartozott a legjobb válogatottak közé, mégis erős ellenfélnek számított. Minden szurkoló meglepődött a lengyelek játékstílusán, ami egyedi volt az egész tornán. A rendes játékidőben nem dőlt el a párharc, ezért hosszabbítás következett. A brazilok 6–5-re nyerték a mérkőzést és továbbjutottak, a lengyelek 5 góljából 4-et a Ruch Chorzów játékosa Ernst Willimowski szerzett. A háború kitörése előtti utolsó mérkőzésüket az 1938-as vb ezüstérmesével, Magyarországgal játszották, és meglepetésre 4–2-re megnyerték az összecsapást.

### 1946 és 1972 közötti időszak
A II. világháború utáni első hivatalos mérkőzésüket 1946. június 11-én játszották Norvégia ellen, Oslóban. A mérkőzés 3–1-es hazai sikerrel zárult. A legnagyobb sikerük ez idő tájt az volt, hogy sikerült legyőzniük a kor egyik legerősebb válogatottját, Csehszlovákiát (3–1).
Történetük legnagyobb vereségét 1948. április 26-án, Dániától szenvedték el (0–8). Az emlékekből felocsúdva 1963. szeptember 4-én a lengyelek 9–0-s verést mértek a norvégokra. Ezen a mérkőzésen debütált a nemzeti együttesben az a Włodzimierz Lubański, aki pályafutása ideje alatt (1963–1980) 75 találkozón 48 gólt szerzett, ezáltal a válogatott legeredményesebb játékosa volt. A 9–0-s rekordot 2009. április 1-jén döntötték meg, amikor San Marinót fektették két vállra egy 10–0-s győzelemmel.
1970. december 1-jén a lengyel futball történelem mindörökre megváltozott. Mindez egy embernek nevezetesen Kazimierz Górskinak volt köszönhető, aki ekkor lett a válogatott szövetségi kapitánya.
A válogatott kétségkívül a hetvenes években élte az aranykorát. Kezdődött mindez az 1972-es müncheni olimpián szerzett aranyéremmel. A döntőben Magyarországot győzték le 2–1-re.

### 1974-es világbajnokság

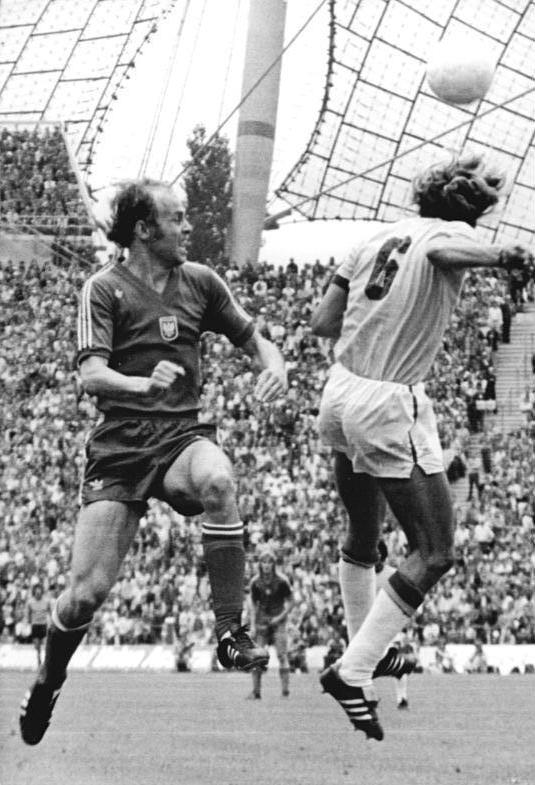
Grzegorz Lato (balra)

Az 1974-es labdarúgó-világbajnokság selejtezőiben nem kis meglepetésre Angliát maguk mögé utasították és jutottak ki. A nyitómérkőzésükön Argentínával találkoztak. Nyolc perc elteltével már 2–0-ra vezettek a lengyelek. Grzegorz Lato nyitotta a gólok sorát, majd Andrzej Szarmach duplázta meg az előnyt. A 60. percen az argentinoknak Ramon Heredia révén szépítettek, de rá két percre Lato visszaállította a két gólos különbséget. Carlos Babingtonnak még sikerült betalálni a 66. percen, de mint később kiderült ezzel alakult ki a végeredmény, ami 3–2-es lengyel sikerrel zárult.

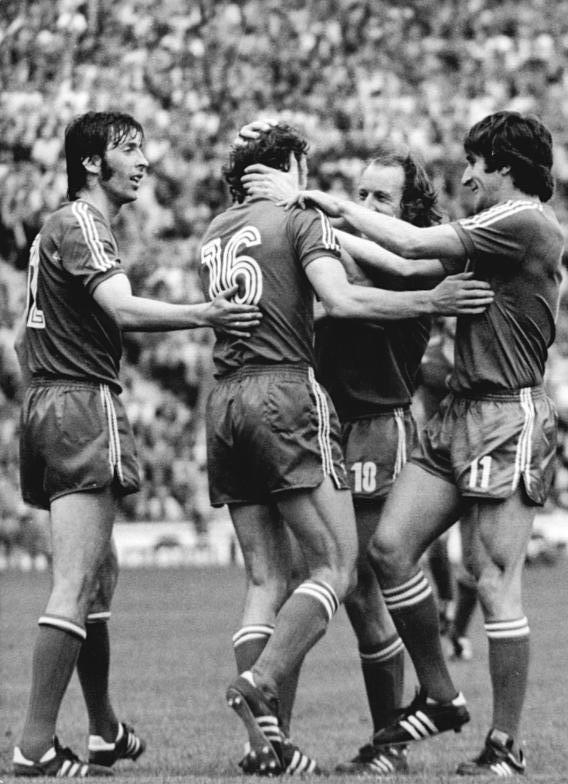
A lengyelek ünneplik a brazilok elleni győzelmet 1974-ben.

A következő csoportmérkőzésen nem volt nehéz dolguk, Haiti ellen sima 7–0-s győzelmet arattak. Ezen a mérkőzésen Szarmach 3 alkalommal, míg Lato kétszer volt eredményes. Ezután az olaszokkal találkoztak, akik az előző 1970-es világbajnokság ezüstérmesei voltak. A félidőben Szarmach és Kazimierz Deyna góljaival, 2–0-s lengyel vezetésnél vonultak pihenőre a csapatok és ez egészen így volt a 86. percig, amikor Fabio Capello találatával szépítettek az olaszok. A lengyelek csoportgyőztesként, mindhárom mérkőzésüket megnyerve jutottak tovább a második csoportkörbe, ahol az első találkozójukon Lato góljával a svédeket győzték le 1–0-ra, majd következett Jugoszlávia. A 24. percben büntetőt kaptak és ezt Lato értékesítette. A 43. percben sikerült a jugoszlávoknak kiegyenlíteni, de Lato a 62. percben ismét betalált és eldöntötte a meccset.
1974. július 3-án következett a házigazda, korábbi világbajnok NSZK elleni mérkőzés. A találkozó napján egész nap esett az eső és emiatt meglehetősen mély volt a talaj. A lengyelek szerették volna elhalasztani, de az osztrák játékvezető nem ment bele a halasztásba és a mérkőzés lejátszása mellett döntött. Mindenképp győzni kellett volna a döntőbejutáshoz, azonban az NSZK Gerd Müller 76. percben szerzett góljával jutott be a fináléba. A lengyelek csalódottak voltak, de még hátra volt a bronzmérkőzés, ami Brazília ellen kellett lejátszani. A csodálatos menetelésüket pedig sikerült szépen lezárniuk 1–0-s győzelmet aratva a világbajnoki címvédő ellen. A gólt Lato szerezte, akinek ez már a 7. találata volt és ezáltal kiérdemelte a gólkirályi címet, csapata pedig a harmadik helyen végzett.

### 1978-as világbajnokság
A selejtezőben Portugáliát megelőzve jutottak ki a világbajnokságra. A tornát a címvédő NSZK ellen kezdték és 0–0-s döntetlennel ért véget a párharc. Grzegorz Lato aztán ott folytatta, ahol négy évvel korábban abbahagyta. Az ő találatával győzték le Tunéziát (1–0). Mexikó ellen szerezte első világbajnoki gólját Zbigniew Boniek és a lengyelek 3–1-re nyertek.
A második körben három Dél-amerikai együttessel találkozott Lengyelország. Közülük Argentínával és Brazíliával is megmérkőztek 1974-ben és le is győzték őket, éppen ezért a latin-amerikaiaknak volt miért visszavágniuk. Argentína a későbbi gólkirály Mario Kempes két góljával szerezte meg a két pontot. Peru ellen Szarmach találata döntött (1–0). Brazília ellen játszották utolsó meccsüket a tornán, ahol 3–1 arányban alul maradtak.

### 1982-es világbajnokság
A legendás Górski-féle válogatott 1982-re jelentősen átalakult, mindössze: Lato, Szarmach, Kusto és Żmuda maradt hírmondónak a 74-es keretből. Ők négyen és a fiatalabb generáció tagjaival kiegészülve vágtak neki a világbajnokságnak. Ez a csapat már az úgynevezett Zibi által fémjelzett alakulat volt.
A sorsoláskor az A csoportba kaptak besorolást Olaszország, Kamerun és Peru társaságában. Az olaszok ellen egy tiszteletreméltó 0–0-s döntetlennel nyitottak, amit egy ugyancsak gól nélküli döntetlen követett Kamerun ellen. A gólínséget egy gólzáporos győzelem törte meg a harmadik csoportmérkőzésükön. Perut 5–1-re győzték le úgy, hogy mind az 5 gólt különböző játékos szerezte. Latoék így megnyerték a csoportot és továbbjutottak a második körbe. Itt Belgium legjobbjait 3–0 arányban múlták fölül Boniek mesterhármasával, ezután pedig a Szovjetunióval játszottak döntetlent (0–0). A második csoportkört is megnyerve az elődöntőben ismét találkoztak az olaszokkal és ezúttal Paolo Rossi góljaival az azúrkékek diadalmaskodtak, bejutva a világbajnokság döntőjébe. A lengyelek így, akárcsak 1974-ben újból a bronzcsatában voltak érdekeltek, ahol Franciaországot verték meg 3–2-re. Ez a mérkőzés emlékezetes maradt nem csak azért, mert sikerült megint a harmadik helyen zárniuk, hanem mert ez volt a lengyel labdarúgás eddigi egyetlen aranykorszakának a vége.

### 1986-os világbajnokság
Az 1986-os labdarúgó-világbajnokság Lengyelország számára az utolsó volt a 20. században. A tornára Belgiummal egyetemben kvalifikálta magát. Az F csoportba kaptak besorolást, ahol Angliát, Portugáliát és Marokkót kapták ellenfélül. Első találkozójuk Marokkóval történt, azzal a csapattal, amely később megnyerte a csoportot. A végeredmény 0–0 lett. Második mérkőzésükön Włodzimierz Smolarek góljával 1–0 arányban győzték le Portugáliát. Harmadik és a továbbjutás szempontjából fontos meccsükön Anglia ellen, Gary Lineker mesterhármasával 3–0-s vereséget szenvedtek, de szerencséjükre Marokkó 3–1-re verte Portugáliát, így a lengyelek is bejutottak a legjobb 16 közé. Ott Brazília várt rájuk és esélyt sem adva sima 4–0-val küldte haza a lengyeleket.

### 1987 és 2002 közötti időszak
A hetvenes és nyolcvanas évek sikerkorszakai után történt egy kisebb visszaesés. A kilencvenes években nem sikerült egyetlen nagyobb tornára sem kijutni. Legnagyobb eredményük az 1992. évi barcelonai olimpián elért ezüstérem. A döntőben a házigazda spanyoloktól szenvedtek 3–2-es vereséget. Holott nagy reményeket táplált a közvélemény ebbe a csapatba. Wojciech Kowalczyk és Andrzej Juskowiak volt a két legígéretesebb játékos, de különös eredményt nem értek el nemzetközi szinten.

### 2002-es világbajnokság
A nagy visszatérése a 2002-es világbajnokság alkalmával, Jerzy Engel kapitánysága idején került sor. A Koreai-japán közös rendezésű vb-re csoportját megnyerve elsőként jutottak ki Európából a lengyelek. A világbajnoki csoportok sorsolásakor a D jelzésű négyesbe kerültek a házigazda Dél-Korea, Portugália és az Egyesült Államok mellé. Első mérkőzésükön Dél-Koreával kellett összemérniük az erejüket és 2–0 arányban alulmaradtak. A gyenge kezdést követően a folytatás sem sikerült jobban. Portugáliától 4–0-ra kaptak ki egy meglehetősen sima mérkőzésen, ami azt jelentette, hogy matematikailag is búcsúzni kényszerültek a további küzdelmektől. Utolsó mérkőzésükön sikerült legyőzniük 3–1-re az USA-t.

### 2006-os világbajnokság
A 2006-os németországi világbajnokságra is sikeresen kijutottak. A sorsolást követően az A csoportba kerültek és már rögtön a világbajnokság nyitónapján bemutatkoztak. Az ellenfél Ecuador volt és kisebb meglepetésre a lengyelek 2–0-s vereséget szenvedtek. Németország ellen a 91 percben veszítették el a találkozót, az egyetlen gólt Oliver Neuville szerezte. Akárcsak négy évvel ezelőtt, már két mérkőzés után eldőlt, hogy nem juthatnak tovább. Az ekkor már ugyancsak kiesőnek számító Costa Rica ellen (2–1) becsületből még begyűjtötték a 3 pontot. A lengyelek mindkét gólját Bartosz Bosacki lőtte, melyre Ronald Gomez válaszolt.

### 2008-as Európa-bajnokság

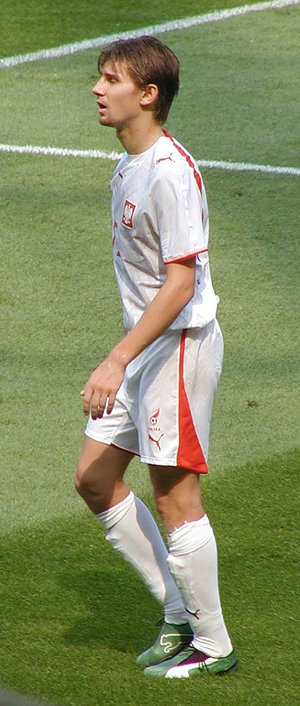
Ebi Smolarek 9 gólt szerzett a selejtezőkben

A 2006-os világbajnokság után Leo Beenhakker váltotta Paweł Janast a szövetségi kapitányi poszton és vele kezdte meg a válogatott a 2008-as Európa-bajnokság selejtezőit. A selejtezősorozatot 28 ponttal fejezték be és Portugáliát megelőzve megnyerték a csoportjukat.
Lengyelország története során először jutott ki Európa-bajnokságra, ahol egy csoportba sorsolták a házigazda Ausztriával, Németországgal és Horvátországgal. A németekkel a 2006-os világbajnokságon is egy csoportba voltak és ismét vereséget szenvedtek ellenük. A lengyel születésű Lukas Podolski két góljával nyertek a németek. Ezután Ausztria következett, Bécsben. A 30. percben Roger Guerreiro révén szereztek vezetést. Az osztrákok részéről Ivica Vastić a 93. percben tizenegyesből egalizált és kialakította az 1–1-es végeredményt. A továbbjutáshoz Horvátország ellen egy nagyarányú győzelemre lett volna szüksége a lengyeleknek, azonban ez elmaradt és 1–0-s vereséget szenvedtek. Ráadásul, mivel a csoport másik találkozóján Németország 1–0-ra verte Ausztriát a nagyarányú győzelem is kevés lett volna.

### 2010-es világbajnokság
A 2010-es labdarúgó-világbajnokság selejtezőiben a 3. csoportba kerültek Csehország, Észak-Írország, Szlovákia, Szlovénia és San Marino társaságában. Szlovénia ellen 1–1-es döntetlennel nyitottak, majd San Marinót 2–0-ra, míg Csehországot 2–1-re verték. Három mérkőzés után tehát 7 ponttal álltak, ami nem volt rossz kezdés. A visszaesés a Szlovákia elleni idegenbeli selejtezőn kezdődött. A lengyelek Euzebiusz Smolarek révén a 70. percben szereztek vezetést, ami egészen a 85. percig tartott. Ekkor Stanislav Šesták egyenlített és rá egy percre a vezetést is megszerezte csapatának. A következő mérkőzésükre Észak-Írországban, Belfastban, a Windsor Parkban került sor. A pálya talaja nem volt a legjobb állapotban, amit bizonyított Michał Żewłakow 61. percben történt hazaadása, amit Artur Boruc szeretett volna visszarúgni a mezőnybe, de az egy göröngyön megpattan a rúgás pillanatában. A kapus így lyukat rúgott a labda pedig a hálóban kötött ki. A végeredmény 3–2 lett az északírek javára. A következő mérkőzésükön San Marino ellen rekordot jelentő 10–0-s sikert könyvelhettek el. Az utolsó négy találkozójukon csak egy döntetlenre futotta Észak-Írország ellen. Vereséget szenvedtek Csehországban, Szlovéniában és hazai pályán Szlovákiától is. A sorozat végén csak San Marinót sikerült megelőzniük. 3 győzelemmel, 2 döntetlennel és 5 vereséggel a lebőgését jelentő 5. helyen végeztek.

### 2012-es Európa-bajnokság

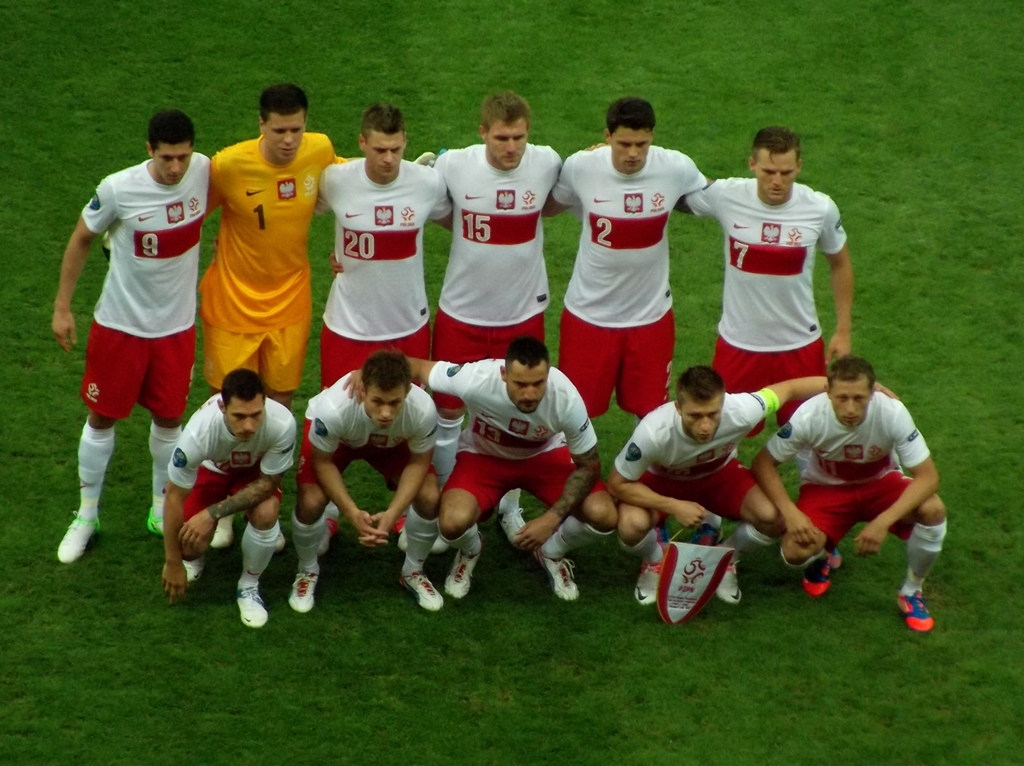
Lengyelország válogatottja a 2012-es Európa-bajnokságon

2007. április 18-án Wales fővárosában Cardiffban eldőlt, hogy Lengyelország Ukrajnával közösen fogja rendezni a 2012-es labdarúgó-Európa-bajnokságot. Ez volt a 14. kontinenstorna a kupa történetében. A lengyel-ukrán pályázat az olaszt és a magyar-horvát közös pályázatot előzte meg a versenyben. Az Eb csoportjainak sorsolását Kijevben, Ukrajnában tartották 2012. december 2-án. Lengyelország automatikusan az A csoportba került és hozzásorsolták Csehországot, Görögországot illetve Oroszországot. A nyitómérkőzésen Görögország ellen 1–1-es döntetlent játszottak. A vezetést Robert Lewandowski szerezte meg, amit Dimítrisz Szalpingídisz egyenlített ki. A következő találkozón Oroszország ellen léptek pályára. A végeredmény ismét 1–1 lett, de ezúttal a lengyelek kerültek hátrányba. Alan Dzagojev találatára Jakub Błaszczykowski válaszolt. Csehországtól 1–0-s vereséget szenvedtek, ami jelentette, hogy a csoportban a negyedik helyen végeztek és kiestek. Ezt követően a szövetségi kapitány Franciszek Smuda lemondott.

### 2014-es világbajnokság
A 2014-es világbajnokság selejtezőinek H csoportjában Anglia, Ukrajna és Montenegró mögött a negyedik helyen végeztek. A lejátszott tíz selejtezőből mindössze hármat nyertek meg. Anglia ellen hazai pályán 1–1-es döntetlent értek el.

### 2016-os Európa-bajnokság

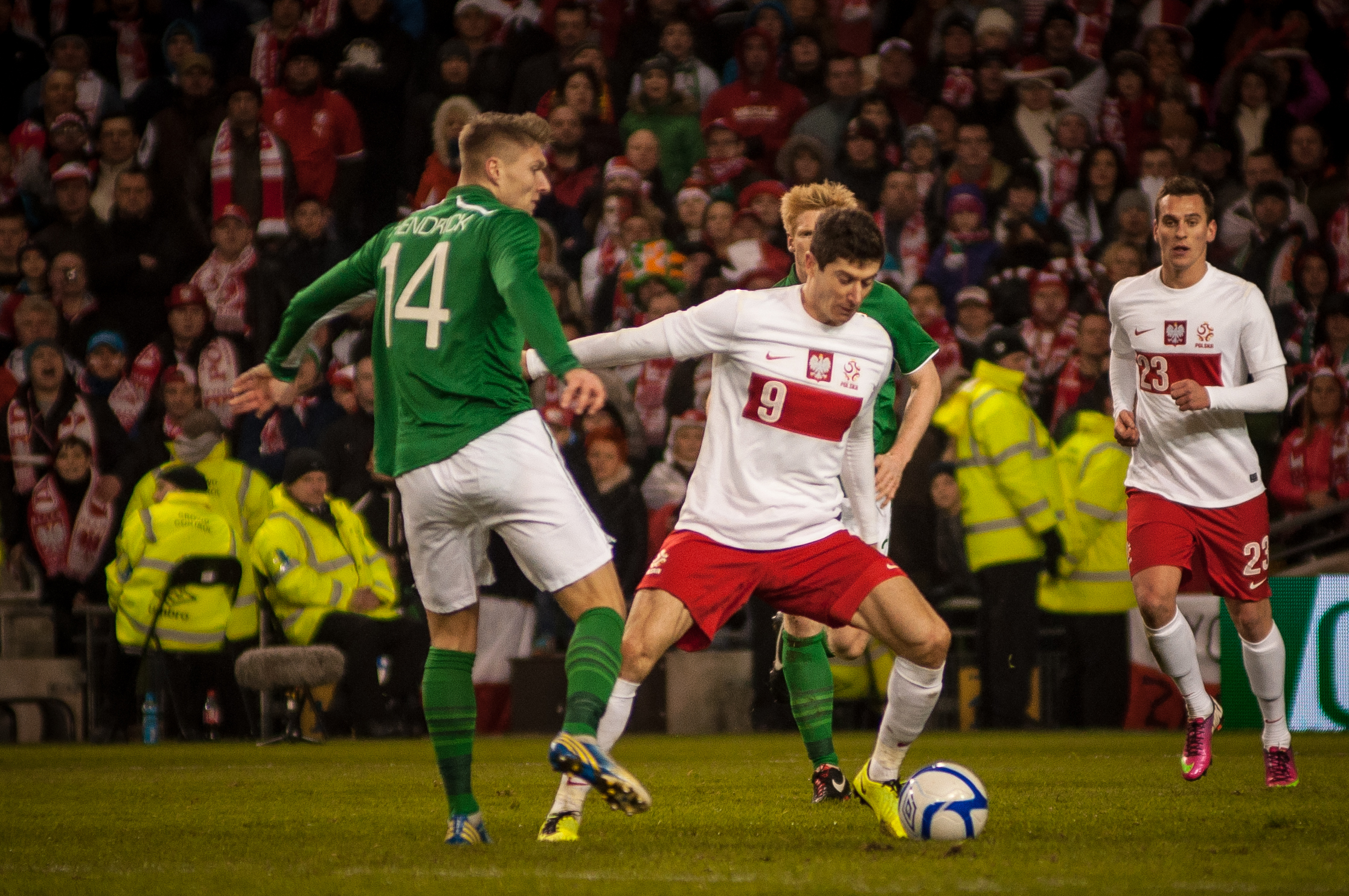
Lewandowski és Milik Írország ellen 2013-ban.

A 2015. december 12-i sorsoláson a 3. kalapból húzták ki a csapatot. A válogatott a C csoportba került, ahol Németországgal, Ukrajnával és Észak-Írországgal kellett megküzdenie.Ukrajnát és Észak-Írországot egyaránt 1-0-ra győzték le, míg Németországgal gól nélküli döntetlent játszottak, így rosszabb gólkülönbségük miatt csoport másodikként jutottak a nyolcaddöntőbe, ahol a svájci válogatottal találkoztak. Jakub Błaszczykowski révén megszerezték az első félidőben a vezetést, a svájciak azonban egyenlítettek Xherdan Shaqiri látványos ollózós góljával. Végül büntetőpárbajban jutottak a legjobb nyolc közé. A negyeddöntőben a Cristiano Ronaldo vezette Portugália következett. Robert Lewandowski már a 2. percben vezetést szerzett, de a portugálok még a szünet előtt egyenlíteni tudtak. Végül újabb büntető párbaj következett, ahol csak Błaszczykowski hibázott, így Portugália jutott a négy közé.

### 2018-as világbajnokság és 2020-as Európa-bajnokság
A 2018-as világbajnokságon a H csoportban szerepeltek Szenegál, Japán és Kolumbia társaságában. Első mérkőzésükön 2–1-ra kikaptak Szenegáltól, a lengyelek gólját Grzegorz Krychowiak szerezte. Kolumbia ellen 3–0-ás vereséget szenvedtek és már két forduló után eldőlt, hogy nem juthatnak tovább a csoportkörből. A harmadik találkozón Jan Bednarek góljával 1–0-ra legyőzték Japánt.
A 2020-as Európa-bajnokságon Szlovákia ellen kezdtek és kikaptak 2–1-re. Ezt követően 1–1-es döntetlent játszottak Spanyolországgal. A találkozón Álvaro Morata góljával a spanyolok szereztek vezetést, de Robert Lewandowskinak sikerült egyenlíteni. A harmadik csoportmérkőzésen 3–2 arányban alulmaradtak Svédországgal szemben. A svédek 2–0-ra vezettek, majd Lewandowski két góljának köszönhetően visszajöttek a lengyelek, de a 93. percben elveszítették a mérkőzést.

### 2020-as évek
A 2022-es világbajnokság C csoportjában 0–0-ás döntetlennel kezdtek Mexikó ellen. A találkozón Guillermo Ochoa kivédte Robert Lewandowski büntetőjét. A második csoportmérkőzésen Piotr Zieliński és Robert Lewandowski góljával 2–0-ra legyőzték Szaúd-Arábiát. Argentína ellen 2–0-ás vereséget szenvedtek a zárókörben, de ez elegendő volt a továbbjutáshoz. A nyolcaddöntőt Franciaországgal szemben elveszítették 3–1-re és kiestek. Robert Lewandowskinak a hosszabbításban sikerült betalálnia büntetőből.

## Nemzetközi eredmények
Labdarúgó-világbajnokság
- Bronzérmes: 2 alkalommal (1974, 1982)

Olimpiai játékok
- Aranyérmes: 1 alkalommal (1972)
- Ezüstérmes: 2 alkalommal (1976, 1992)

### Világbajnokság
Bronzérem
| Világbajnokság | Világbajnokság | Világbajnokság | Világbajnokság | Világbajnokság | Világbajnokság | Világbajnokság | Világbajnokság | Világbajnokság | Világbajnokság | Selejtezők   | Selejtezők   | Selejtezők   | Selejtezők   | Selejtezők   | Selejtezők   | Selejtezők   |
| Év             | Eredmény       | H.             | M              | Gy             | D              | V              | G+             | G–             | Keret          | H.           | M            | Gy           | D            | V            | G+           | G–           |
| -------------- | -------------- | -------------- | -------------- | -------------- | -------------- | -------------- | -------------- | -------------- | -------------- | ------------ | ------------ | ------------ | ------------ | ------------ | ------------ | ------------ |
| 1930           | nem indult     | nem indult     | nem indult     | nem indult     | nem indult     | nem indult     | nem indult     | nem indult     | nem indult     | nem indult   | nem indult   | nem indult   | nem indult   | nem indult   | nem indult   | nem indult   |
| 1934           | nem jutott ki  | nem jutott ki  | nem jutott ki  | nem jutott ki  | nem jutott ki  | nem jutott ki  | nem jutott ki  | nem jutott ki  | nem jutott ki  | 2.           | 1            | 0            | 0            | 1            | 1            | 2            |
| 1938           | Nyolcaddöntő   | 11.            | 1              | 0              | 0              | 1              | 5              | 6              | Keret          | 1.           | 2            | 1            | 0            | 1            | 4            | 1            |
| 1950           | nem indult     | nem indult     | nem indult     | nem indult     | nem indult     | nem indult     | nem indult     | nem indult     | nem indult     | nem indult   | nem indult   | nem indult   | nem indult   | nem indult   | nem indult   | nem indult   |
| 1954           | visszalépett   | visszalépett   | visszalépett   | visszalépett   | visszalépett   | visszalépett   | visszalépett   | visszalépett   | visszalépett   | visszalépett | visszalépett | visszalépett | visszalépett | visszalépett | visszalépett | visszalépett |
| 1958           | nem jutott ki  | nem jutott ki  | nem jutott ki  | nem jutott ki  | nem jutott ki  | nem jutott ki  | nem jutott ki  | nem jutott ki  | nem jutott ki  | 2.           | 5            | 3            | 0            | 2            | 9            | 7            |
| 1962           | nem jutott ki  | nem jutott ki  | nem jutott ki  | nem jutott ki  | nem jutott ki  | nem jutott ki  | nem jutott ki  | nem jutott ki  | nem jutott ki  | 2.           | 2            | 0            | 1            | 1            | 2            | 3            |
| 1966           | nem jutott ki  | nem jutott ki  | nem jutott ki  | nem jutott ki  | nem jutott ki  | nem jutott ki  | nem jutott ki  | nem jutott ki  | nem jutott ki  | 3.           | 6            | 2            | 2            | 2            | 11           | 10           |
| 1970           | nem jutott ki  | nem jutott ki  | nem jutott ki  | nem jutott ki  | nem jutott ki  | nem jutott ki  | nem jutott ki  | nem jutott ki  | nem jutott ki  | 2.           | 6            | 4            | 0            | 2            | 19           | 8            |
| 1974           | Bronzérem      | 3.             | 7              | 6              | 0              | 1              | 16             | 5              | Keret          | 1.           | 4            | 2            | 1            | 1            | 6            | 3            |
| 1978           | Csoportkör     | 5.             | 6              | 3              | 1              | 2              | 6              | 6              | Keret          | 1.           | 6            | 5            | 1            | 0            | 17           | 4            |
| 1982           | Bronzérem      | 3.             | 7              | 3              | 3              | 1              | 11             | 5              | Keret          | 1.           | 4            | 4            | 0            | 0            | 12           | 2            |
| 1986           | Nyolcaddöntő   | 14.            | 4              | 1              | 1              | 2              | 1              | 7              | Keret          | 1.           | 6            | 3            | 2            | 1            | 10           | 6            |
| 1990           | nem jutott ki  | nem jutott ki  | nem jutott ki  | nem jutott ki  | nem jutott ki  | nem jutott ki  | nem jutott ki  | nem jutott ki  | nem jutott ki  | 3.           | 6            | 2            | 1            | 3            | 4            | 8            |
| 1994           | nem jutott ki  | nem jutott ki  | nem jutott ki  | nem jutott ki  | nem jutott ki  | nem jutott ki  | nem jutott ki  | nem jutott ki  | nem jutott ki  | 4.           | 10           | 3            | 2            | 5            | 10           | 15           |
| 1998           | nem jutott ki  | nem jutott ki  | nem jutott ki  | nem jutott ki  | nem jutott ki  | nem jutott ki  | nem jutott ki  | nem jutott ki  | nem jutott ki  | 3.           | 8            | 3            | 1            | 4            | 10           | 12           |
| 2002           | Csoportkör     | 25.            | 3              | 1              | 0              | 2              | 3              | 7              | Keret          | 1.           | 10           | 6            | 3            | 1            | 21           | 11           |
| 2006           | Csoportkör     | 21.            | 3              | 1              | 0              | 2              | 2              | 4              | Keret          | 2.           | 10           | 8            | 0            | 2            | 27           | 9            |
| 2010           | nem jutott ki  | nem jutott ki  | nem jutott ki  | nem jutott ki  | nem jutott ki  | nem jutott ki  | nem jutott ki  | nem jutott ki  | nem jutott ki  | 5.           | 10           | 3            | 2            | 5            | 19           | 14           |
| 2014           | nem jutott ki  | nem jutott ki  | nem jutott ki  | nem jutott ki  | nem jutott ki  | nem jutott ki  | nem jutott ki  | nem jutott ki  | nem jutott ki  | 4.           | 10           | 3            | 4            | 3            | 18           | 12           |
| 2018           | Csoportkör     | 25.            | 3              | 1              | 0              | 2              | 2              | 5              | Keret          | 1.           | 10           | 8            | 1            | 1            | 28           | 14           |
| 2022           | Nyolcaddöntő   | 15.            | 4              | 1              | 1              | 2              | 3              | 5              | Keret          | 2.           | 11           | 7            | 2            | 2            | 32           | 11           |
| 2026           | később         | később         | később         | később         | később         | később         | később         | később         | később         | később'      | később'      | később'      | később'      | később'      | később'      | később'      |
| Összesen       |                | 9/22           | 38             | 17             | 6              | 15             | 49             | 50             | –              | Összesen     | 127          | 67           | 23           | 37           | 260          | 152          |

### Európa-bajnokság
Egészben vagy részben hazai rendezésű
| Európa-bajnokság | Európa-bajnokság | Európa-bajnokság | Európa-bajnokság | Európa-bajnokság | Európa-bajnokság | Európa-bajnokság | Európa-bajnokság | Európa-bajnokság | Európa-bajnokság | Selejtezők                         | Selejtezők                         | Selejtezők                         | Selejtezők                         | Selejtezők                         | Selejtezők                         | Selejtezők                         |        |
| Év               | Eredmény         | H.               | M                | Gy               | D                | V                | G+               | G–               | Keret            | H.                                 | M                                  | Gy                                 | D                                  | V                                  | G+                                 | G–                                 |        |
| ---------------- | ---------------- | ---------------- | ---------------- | ---------------- | ---------------- | ---------------- | ---------------- | ---------------- | ---------------- | ---------------------------------- | ---------------------------------- | ---------------------------------- | ---------------------------------- | ---------------------------------- | ---------------------------------- | ---------------------------------- | ------ |
| 1960             | nem jutott ki    | nem jutott ki    | nem jutott ki    | nem jutott ki    | nem jutott ki    | nem jutott ki    | nem jutott ki    | nem jutott ki    | nem jutott ki    | Nyolcaddöntő                       | 2                                  | 0                                  | 0                                  | 2                                  | 2                                  | 7                                  |        |
| 1964             | nem jutott ki    | nem jutott ki    | nem jutott ki    | nem jutott ki    | nem jutott ki    | nem jutott ki    | nem jutott ki    | nem jutott ki    | nem jutott ki    | Első forduló                       | 2                                  | 0                                  | 0                                  | 2                                  | 0                                  | 4                                  |        |
| 1968             | nem jutott ki    | nem jutott ki    | nem jutott ki    | nem jutott ki    | nem jutott ki    | nem jutott ki    | nem jutott ki    | nem jutott ki    | nem jutott ki    | 3.                                 | 6                                  | 3                                  | 1                                  | 2                                  | 13                                 | 9                                  |        |
| 1972             | nem jutott ki    | nem jutott ki    | nem jutott ki    | nem jutott ki    | nem jutott ki    | nem jutott ki    | nem jutott ki    | nem jutott ki    | nem jutott ki    | 2.                                 | 6                                  | 2                                  | 2                                  | 2                                  | 10                                 | 6                                  |        |
| 1976             | nem jutott ki    | nem jutott ki    | nem jutott ki    | nem jutott ki    | nem jutott ki    | nem jutott ki    | nem jutott ki    | nem jutott ki    | nem jutott ki    | 2.                                 | 6                                  | 3                                  | 2                                  | 1                                  | 9                                  | 5                                  |        |
| 1980             | nem jutott ki    | nem jutott ki    | nem jutott ki    | nem jutott ki    | nem jutott ki    | nem jutott ki    | nem jutott ki    | nem jutott ki    | nem jutott ki    | 2.                                 | 8                                  | 5                                  | 2                                  | 1                                  | 13                                 | 4                                  |        |
| 1984             | nem jutott ki    | nem jutott ki    | nem jutott ki    | nem jutott ki    | nem jutott ki    | nem jutott ki    | nem jutott ki    | nem jutott ki    | nem jutott ki    | 3.                                 | 6                                  | 1                                  | 2                                  | 3                                  | 6                                  | 9                                  |        |
| 1988             | nem jutott ki    | nem jutott ki    | nem jutott ki    | nem jutott ki    | nem jutott ki    | nem jutott ki    | nem jutott ki    | nem jutott ki    | nem jutott ki    | 4.                                 | 8                                  | 3                                  | 2                                  | 3                                  | 9                                  | 11                                 |        |
| 1992             | nem jutott ki    | nem jutott ki    | nem jutott ki    | nem jutott ki    | nem jutott ki    | nem jutott ki    | nem jutott ki    | nem jutott ki    | nem jutott ki    | 3.                                 | 6                                  | 2                                  | 3                                  | 1                                  | 8                                  | 6                                  |        |
| 1996             | nem jutott ki    | nem jutott ki    | nem jutott ki    | nem jutott ki    | nem jutott ki    | nem jutott ki    | nem jutott ki    | nem jutott ki    | nem jutott ki    | 4.                                 | 10                                 | 3                                  | 4                                  | 3                                  | 14                                 | 12                                 |        |
| 2000             | nem jutott ki    | nem jutott ki    | nem jutott ki    | nem jutott ki    | nem jutott ki    | nem jutott ki    | nem jutott ki    | nem jutott ki    | nem jutott ki    | 3.                                 | 8                                  | 4                                  | 1                                  | 3                                  | 12                                 | 8                                  |        |
| 2004             | nem jutott ki    | nem jutott ki    | nem jutott ki    | nem jutott ki    | nem jutott ki    | nem jutott ki    | nem jutott ki    | nem jutott ki    | nem jutott ki    | 3.                                 | 8                                  | 4                                  | 1                                  | 3                                  | 11                                 | 7                                  |        |
| 2008             | Csoportkör       | 14.              | 3                | 0                | 1                | 2                | 1                | 4                | Keret            | 1.                                 | 14                                 | 8                                  | 4                                  | 2                                  | 24                                 | 12                                 |        |
| 2012             | Csoportkör       | 14.              | 3                | 0                | 2                | 1                | 2                | 3                | Keret            | rendezőként automatikusan kijutott | rendezőként automatikusan kijutott | rendezőként automatikusan kijutott | rendezőként automatikusan kijutott | rendezőként automatikusan kijutott | rendezőként automatikusan kijutott | rendezőként automatikusan kijutott |        |
| 2016             | Negyeddöntő      | 5.               | 5                | 2                | 3                | 0                | 4                | 2                | Keret            | 2.                                 | 10                                 | 6                                  | 3                                  | 1                                  | 33                                 | 10                                 |        |
| 2020             | Csoportkör       | 21.              | 3                | 0                | 1                | 2                | 4                | 6                | Keret            | 1.                                 | 10                                 | 8                                  | 1                                  | 1                                  | 18                                 | 5                                  |        |
| 2024             | Csoportkör       | 23.              | 3                | 0                | 1                | 2                | 3                | 6                | Keret            | 3. (pótselejtező)                  | 10                                 | 4                                  | 3                                  | 3                                  | 15                                 | 11                                 |        |
| 2028             | később           | később           | később           | később           | később           | később           | később           | később           | később           | később                             | később                             | később                             | később                             | később                             | később                             | később                             | később |
| 2032             | később           | később           | később           | később           | később           | később           | később           | később           | később           | később                             | később                             | később                             | később                             | később                             | később                             | később                             | később |
| Összesen         |                  | 5/17             | 17               | 2                | 8                | 7                | 14               | 21               | –                | Összesen                           | 120                                | 56                                 | 31                                 | 33                                 | 197                                | 126                                |        |

### UEFA Nemzetek Ligája
| Csoportkör / Negyeddöntő / Osztályozó | Csoportkör / Negyeddöntő / Osztályozó | Csoportkör / Negyeddöntő / Osztályozó | Csoportkör / Negyeddöntő / Osztályozó | Csoportkör / Negyeddöntő / Osztályozó | Csoportkör / Negyeddöntő / Osztályozó | Csoportkör / Negyeddöntő / Osztályozó | Csoportkör / Negyeddöntő / Osztályozó | Csoportkör / Negyeddöntő / Osztályozó | Csoportkör / Negyeddöntő / Osztályozó | Csoportkör / Negyeddöntő / Osztályozó | Csoportkör / Negyeddöntő / Osztályozó | Egyenes kieséses szakasz | Egyenes kieséses szakasz | Egyenes kieséses szakasz | Egyenes kieséses szakasz | Egyenes kieséses szakasz | Egyenes kieséses szakasz | Egyenes kieséses szakasz | Egyenes kieséses szakasz | Egyenes kieséses szakasz |
| Szezon                                | Liga                                  | Csoport                               | H                                     | M                                     | Gy                                    | D                                     | V                                     | G+                                    | G–                                    | Feljutás/kiesés                       | Helyezés                              | Év                       | Eredmény                 | M                        | Gy                       | D                        | V                        | G+                       | G–                       | Keret                    |
| ------------------------------------- | ------------------------------------- | ------------------------------------- | ------------------------------------- | ------------------------------------- | ------------------------------------- | ------------------------------------- | ------------------------------------- | ------------------------------------- | ------------------------------------- | ------------------------------------- | ------------------------------------- | ------------------------ | ------------------------ | ------------------------ | ------------------------ | ------------------------ | ------------------------ | ------------------------ | ------------------------ | ------------------------ |
| 2018–19                               | A                                     | 3.                                    | 3.                                    | 4                                     | 0                                     | 2                                     | 2                                     | 4                                     | 6                                     | (formátumváltozás)                    | 10.                                   | 2019                     | nem jutott be            | nem jutott be            | nem jutott be            | nem jutott be            | nem jutott be            | nem jutott be            | nem jutott be            | nem jutott be            |
| 2020–21                               | A                                     | 1.                                    | 3.                                    | 6                                     | 2                                     | 1                                     | 3                                     | 6                                     | 6                                     | Állandó                               | 10.                                   | 2021                     | nem jutott be            | nem jutott be            | nem jutott be            | nem jutott be            | nem jutott be            | nem jutott be            | nem jutott be            | nem jutott be            |
| 2022–23                               | A                                     | 4.                                    | 3.                                    | 6                                     | 2                                     | 1                                     | 3                                     | 6                                     | 12                                    | Állandó                               | 11.                                   | 2023                     | nem jutott be            | nem jutott be            | nem jutott be            | nem jutott be            | nem jutott be            | nem jutott be            | nem jutott be            | nem jutott be            |
| 2024–25                               | A                                     | 1.                                    | 4.                                    | 6                                     | 1                                     | 1                                     | 4                                     | 9                                     | 16                                    | Csökkenés                             | 19.                                   | 2025                     | nem jutott be            | nem jutott be            | nem jutott be            | nem jutott be            | nem jutott be            | nem jutott be            | nem jutott be            | nem jutott be            |
| 2026–27                               | B                                     |                                       |                                       |                                       |                                       |                                       |                                       |                                       |                                       |                                       |                                       | 2027                     |                          |                          |                          |                          |                          |                          |                          |                          |
| Összesen                              | Összesen                              | Összesen                              | Összesen                              | 22                                    | 5                                     | 5                                     | 12                                    | 25                                    | 40                                    |                                       |                                       |                          | 0/4                      | –                        | –                        | –                        | –                        | –                        | –                        |                          |

### Olimpiai szereplés
| Év       | Helyszín                                      | Eredmény                                      | M                                             | Gy                                            | D                                             | V                                             | Rg                                            | Kg                                            |
| -------- | --------------------------------------------- | --------------------------------------------- | --------------------------------------------- | --------------------------------------------- | --------------------------------------------- | --------------------------------------------- | --------------------------------------------- | --------------------------------------------- |
| 1896     | Athén                                         | Nem volt labdarúgó-torna                      | Nem volt labdarúgó-torna                      | Nem volt labdarúgó-torna                      | Nem volt labdarúgó-torna                      | Nem volt labdarúgó-torna                      | Nem volt labdarúgó-torna                      | Nem volt labdarúgó-torna                      |
| 1900     | Párizs                                        | Nem indult (Lengyelország nem volt független) | Nem indult (Lengyelország nem volt független) | Nem indult (Lengyelország nem volt független) | Nem indult (Lengyelország nem volt független) | Nem indult (Lengyelország nem volt független) | Nem indult (Lengyelország nem volt független) | Nem indult (Lengyelország nem volt független) |
| 1900     | Saint Louis                                   | Nem indult (Lengyelország nem volt független) | Nem indult (Lengyelország nem volt független) | Nem indult (Lengyelország nem volt független) | Nem indult (Lengyelország nem volt független) | Nem indult (Lengyelország nem volt független) | Nem indult (Lengyelország nem volt független) | Nem indult (Lengyelország nem volt független) |
| 1908     | London                                        | Nem indult (Lengyelország nem volt független) | Nem indult (Lengyelország nem volt független) | Nem indult (Lengyelország nem volt független) | Nem indult (Lengyelország nem volt független) | Nem indult (Lengyelország nem volt független) | Nem indult (Lengyelország nem volt független) | Nem indult (Lengyelország nem volt független) |
| 1912     | Stockholm                                     | Nem indult (Lengyelország nem volt független) | Nem indult (Lengyelország nem volt független) | Nem indult (Lengyelország nem volt független) | Nem indult (Lengyelország nem volt független) | Nem indult (Lengyelország nem volt független) | Nem indult (Lengyelország nem volt független) | Nem indult (Lengyelország nem volt független) |
| 1916     | Nem rendezték meg az első világháború miatt   | Nem rendezték meg az első világháború miatt   | Nem rendezték meg az első világháború miatt   | Nem rendezték meg az első világháború miatt   | Nem rendezték meg az első világháború miatt   | Nem rendezték meg az első világháború miatt   | Nem rendezték meg az első világháború miatt   | Nem rendezték meg az első világháború miatt   |
| 1920     | Antwerpen                                     | Nem indult                                    | Nem indult                                    | Nem indult                                    | Nem indult                                    | Nem indult                                    | Nem indult                                    | Nem indult                                    |
| 1924     | Párizs                                        | 1. forduló                                    | 1                                             | 0                                             | 0                                             | 1                                             | 0                                             | 5                                             |
| 1928     | Amszterdam                                    | Nem jutott be                                 | Nem jutott be                                 | Nem jutott be                                 | Nem jutott be                                 | Nem jutott be                                 | Nem jutott be                                 | Nem jutott be                                 |
| 1932     | Los Angeles                                   | Nem jutott be                                 | Nem jutott be                                 | Nem jutott be                                 | Nem jutott be                                 | Nem jutott be                                 | Nem jutott be                                 | Nem jutott be                                 |
| 1936     | Berlin                                        | 4. hely                                       | 4                                             | 2                                             | 0                                             | 2                                             | 11                                            | 10                                            |
| 1940     | Nem rendezték meg a második világháború miatt | Nem rendezték meg a második világháború miatt | Nem rendezték meg a második világháború miatt | Nem rendezték meg a második világháború miatt | Nem rendezték meg a második világháború miatt | Nem rendezték meg a második világháború miatt | Nem rendezték meg a második világháború miatt | Nem rendezték meg a második világháború miatt |
| 1944     | Nem rendezték meg a második világháború miatt | Nem rendezték meg a második világháború miatt | Nem rendezték meg a második világháború miatt | Nem rendezték meg a második világháború miatt | Nem rendezték meg a második világháború miatt | Nem rendezték meg a második világháború miatt | Nem rendezték meg a második világháború miatt | Nem rendezték meg a második világháború miatt |
| 1948     | London                                        | Nem jutott be                                 | Nem jutott be                                 | Nem jutott be                                 | Nem jutott be                                 | Nem jutott be                                 | Nem jutott be                                 | Nem jutott be                                 |
| 1952     | Helsinki                                      | 1. forduló                                    | 2                                             | 1                                             | 0                                             | 1                                             | 2                                             | 3                                             |
| 1956     | Melbourne                                     | Nem jutott be                                 | Nem jutott be                                 | Nem jutott be                                 | Nem jutott be                                 | Nem jutott be                                 | Nem jutott be                                 | Nem jutott be                                 |
| 1960     | Róma                                          | Csoportkör                                    | 3                                             | 1                                             | 0                                             | 2                                             | 7                                             | 5                                             |
| 1964     | Tokió                                         | Nem jutott be                                 | Nem jutott be                                 | Nem jutott be                                 | Nem jutott be                                 | Nem jutott be                                 | Nem jutott be                                 | Nem jutott be                                 |
| 1968     | Mexikóváros                                   | Nem jutott be                                 | Nem jutott be                                 | Nem jutott be                                 | Nem jutott be                                 | Nem jutott be                                 | Nem jutott be                                 | Nem jutott be                                 |
| 1972     | München                                       | Aranyérmes                                    | 7                                             | 6                                             | 1                                             | 0                                             | 21                                            | 5                                             |
| 1976     | Montréal                                      | Ezüstérmes                                    | 5                                             | 3                                             | 1                                             | 1                                             | 12                                            | 5                                             |
| 1980     | Moszkva                                       | Nem jutott be                                 | Nem jutott be                                 | Nem jutott be                                 | Nem jutott be                                 | Nem jutott be                                 | Nem jutott be                                 | Nem jutott be                                 |
| 1984     | Los Angeles                                   | Nem jutott be                                 | Nem jutott be                                 | Nem jutott be                                 | Nem jutott be                                 | Nem jutott be                                 | Nem jutott be                                 | Nem jutott be                                 |
| 1988     | Szöul                                         | Nem jutott be                                 | Nem jutott be                                 | Nem jutott be                                 | Nem jutott be                                 | Nem jutott be                                 | Nem jutott be                                 | Nem jutott be                                 |
| 1992     | Barcelona                                     | Ezüstérmes                                    | 6                                             | 4                                             | 1                                             | 1                                             | 14                                            | 6                                             |
| 1996     | Atlanta                                       | Nem jutott be                                 | Nem jutott be                                 | Nem jutott be                                 | Nem jutott be                                 | Nem jutott be                                 | Nem jutott be                                 | Nem jutott be                                 |
| 2000     | Sydney                                        | Nem jutott be                                 | Nem jutott be                                 | Nem jutott be                                 | Nem jutott be                                 | Nem jutott be                                 | Nem jutott be                                 | Nem jutott be                                 |
| 2004     | Athén                                         | Nem jutott be                                 | Nem jutott be                                 | Nem jutott be                                 | Nem jutott be                                 | Nem jutott be                                 | Nem jutott be                                 | Nem jutott be                                 |
| 2008     | Peking                                        | Nem jutott be                                 | Nem jutott be                                 | Nem jutott be                                 | Nem jutott be                                 | Nem jutott be                                 | Nem jutott be                                 | Nem jutott be                                 |
| 2012     | London                                        | Nem jutott be                                 | Nem jutott be                                 | Nem jutott be                                 | Nem jutott be                                 | Nem jutott be                                 | Nem jutott be                                 | Nem jutott be                                 |
| 2016     | Rio de Janeiro                                | Nem jutott be                                 | Nem jutott be                                 | Nem jutott be                                 | Nem jutott be                                 | Nem jutott be                                 | Nem jutott be                                 | Nem jutott be                                 |
| Összesen | 7/23                                          | 1 aranyérem                                   | 28                                            | 17                                            | 3                                             | 8                                             | 70                                            | 39                                            |

## Mezek a válogatott története során
A lengyel labdarúgó-válogatott tradicionális szerelése a zászló színeinek megfelelően a fehér mez, piros nadrág és fehér sportszár. A váltómez leggyakrabban piros mezből, piros nadrágból és piros sportszárból áll. A mezen a labdarúgó-szövetség címere mellett az állami címer is jelen van. 
| 1974-es vb | 1978-as vb | 1982-es vb | 1986-os vb | 1990 | 2002-es vb |

| 2006-os vb | 2008-as Eb | 2009 | 2012-es Eb | 2014 | 2016-os Eb |

## Játékosok

### Játékoskeret
A következő 26 játékos lett nevezve a 2022-es Világbajnokságra.
Bartłomiej Drągowski sérülés miatt kimaradt, helyét Kamil Grabara vett át.
A pályára lépesek és gólok száma a 2022. szeptember 25-i  Wales elleni mérkőzés után lett frissítve. 
| Szám          | Poszt   | Név                   | Születési dátum / Kor          | Válogatottság | Gólok   | Klub            |         |         |         |
| Kapusok       | Kapusok | Kapusok               | Kapusok                        | Kapusok       | Kapusok | Kapusok         | Kapusok | Kapusok | Kapusok |
| ------------- | ------- | --------------------- | ------------------------------ | ------------- | ------- | --------------- | ------- | ------- | ------- |
|               | K       | Wojciech Szczęsny     | 1990. április 18. (35 éves)    | 66            | 0       | Juventus        |         |         |         |
|               | K       | Łukasz Skorupski      | 1991. május 5. (34 éves)       | 7             | 0       | Bologna         |         |         |         |
|               | K       | Kamil Grabara         | 1999. január 8. (26 éves)      | 1             | 0       | København       |         |         |         |
| Védők         |         |                       |                                |               |         |                 |         |         |         |
|               | V       | Kamil Glik            | 1988. február 3. (37 éves)     | 98            | 6       | Benevento       |         |         |         |
|               | V       | Bartosz Bereszyński   | 1992. július 12. (33 éves)     | 45            | 0       | Sampdoria       |         |         |         |
|               | V       | Jan Bednarek          | 1996. április 12. (29 éves)    | 44            | 1       | Aston Villa     |         |         |         |
|               | V       | Artur Jędrzejczyk     | 1987. november 4. (37 éves)    | 40            | 3       | Legia Warszawa  |         |         |         |
|               | V       | Matty Cash            | 1997. augusztus 7. (27 éves)   | 7             | 1       | Aston Villa     |         |         |         |
|               | V       | Nicola Zalewski       | 2002. január 23. (23 éves)     | 7             | 0       | Róma            |         |         |         |
|               | V       | Jakub Kiwior          | 2000. február 15. (25 éves)    | 4             | 0       | Spezia          |         |         |         |
|               | V       | Robert Gumny          | 1998. június 4. (27 éves)      | 4             | 0       | Augsburg        |         |         |         |
|               | V       | Mateusz Wieteska      | 1997. február 11. (28 éves)    | 1             | 0       | Clermont        |         |         |         |
| Középpályások |         |                       |                                |               |         |                 |         |         |         |
|               | KP      | Grzegorz Krychowiak   | 1990. január 29. (35 éves)     | 93            | 5       | Al-Shabab       |         |         |         |
|               | KP      | Kamil Grosicki        | 1998. június 8. (27 éves)      | 86            | 17      | Pogoń Szczecin  |         |         |         |
|               | KP      | Piotr Zieliński       | 1994. május 20. (31 éves)      | 74            | 9       | Napoli          |         |         |         |
|               | KP      | Przemysław Frankowski | 1995. április 12. (30 éves)    | 25            | 1       | Lens            |         |         |         |
|               | KP      | Sebastian Szymański   | 1999. május 10. (26 éves)      | 17            | 1       | Feyenoord       |         |         |         |
|               | KP      | Damian Szymański      | 1995. június 16. (30 éves)     | 8             | 1       | AÉK Athén       |         |         |         |
|               | KP      | Szymon Żurkowski      | 1997. szeptember 25. (27 éves) | 6             | 0       | Fiorentina      |         |         |         |
|               | KP      | Krystian Bielik       | 1998. január 4. (27 éves)      | 5             | 0       | Birmingham City |         |         |         |
|               | KP      | Jakub Kamiński        | 2002. június 5. (23 éves)      | 3             | 1       | Wolfsburg       |         |         |         |
|               | KP      | Michał Skóraś         | 2000. február 15. (25 éves)    | 1             | 0       | Lech Poznań     |         |         |         |
| Csatárok      |         |                       |                                |               |         |                 |         |         |         |
|               | CS      | Robert Lewandowski    | 1988. augusztus 21. (36 éves)  | 134           | 76      | Barcelona       |         |         |         |
|               | CS      | Arkadiusz Milik       | 1994. február 28. (31 éves)    | 63            | 16      | Juventus        |         |         |         |
|               | CS      | Krzysztof Piątek      | 1995. július 1. (30 éves)      | 24            | 10      | Salernitana     |         |         |         |
|               | CS      | Karol Świderski       | 1993. január 27. (32 éves)     | 17            | 8       | Charlotte       |         |         |         |

### Legtöbb válogatottság
Az adatok 2022 november 10. állapotoknak felelnek meg.

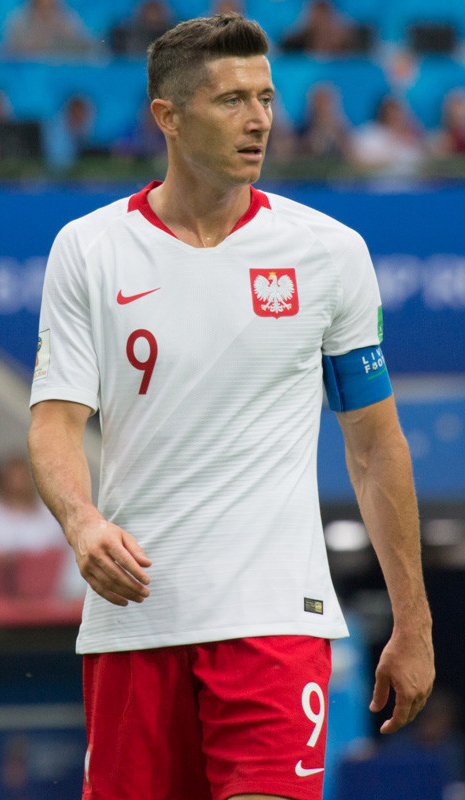
Robert Lewandowski

| #  | Név                  | Időszak   | Vál. | Gólok |
| -- | -------------------- | --------- | ---- | ----- |
| 1  | Robert Lewandowski   | 2008–     | 134  | 76    |
| 2  | Jakub Błaszczykowski | 2006–2019 | 108  | 21    |
| 3  | Michał Żewłakow      | 1999–2011 | 102  | 3     |
| 4  | Grzegorz Lato        | 1971–1984 | 100  | 45    |
| 5  | Kamil Glik           | 2010–     | 98   | 6     |
| 6  | Kazimierz Deyna      | 1968–1978 | 97   | 41    |
| 7  | Jacek Bąk            | 1993–2008 | 96   | 3     |
| 7  | Jacek Krzynówek      | 1998–2009 | 96   | 15    |
| 9  | Grzegorz Krychowiak  | 2008–     | 93   | 5     |
| 10 | Władysław Żmuda      | 1973–1986 | 91   | 2     |

### Legtöbb gólt szerző játékosok
Az adatok 2022 november 10. állapotoknak felelnek meg.
| # | Név                  | Időszak   | Gólok | Vál. |
| - | -------------------- | --------- | ----- | ---- |
| 1 | Robert Lewandowski   | 2008–     | 76    | 134  |
| 2 | Włodzimierz Lubański | 1963–1980 | 48    | 75   |
| 3 | Grzegorz Lato        | 1971–1984 | 45    | 100  |
| 4 | Kazimierz Deyna      | 1968–1978 | 41    | 97   |
| 5 | Ernest Pohl          | 1955–1965 | 39    | 46   |
| 6 | Andrzej Szarmach     | 1973–1982 | 32    | 61   |
| 7 | Gerard Cieślik       | 1947–1958 | 27    | 45   |
| 8 | Zbigniew Boniek      | 1976–1988 | 24    | 80   |
| 9 | Ernst Willimowski    | 1934–1939 | 21    | 22   |
| 9 | Jakub Błaszczykowski | 2006–2019 | 21    | 108  |

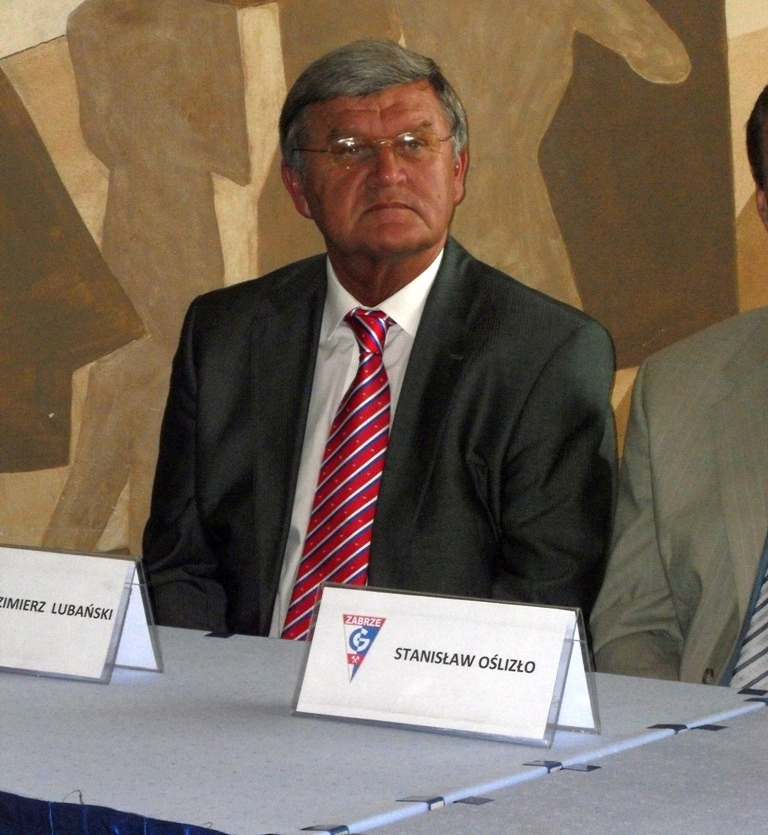
Włodzimierz Lubański
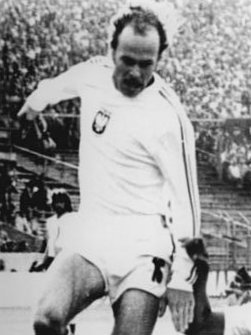
Grzegorz Lato
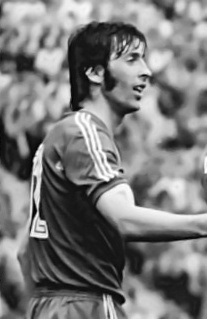
Kazimierz Deyna
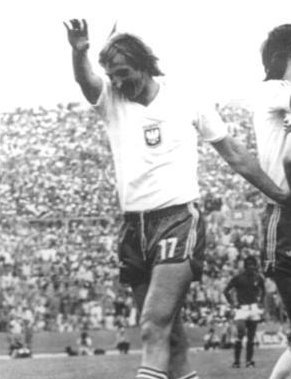
Andrzej Szarmach
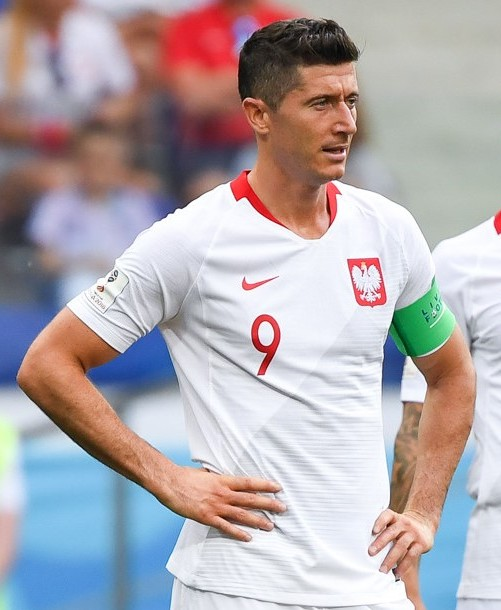
Robert Lewandowski
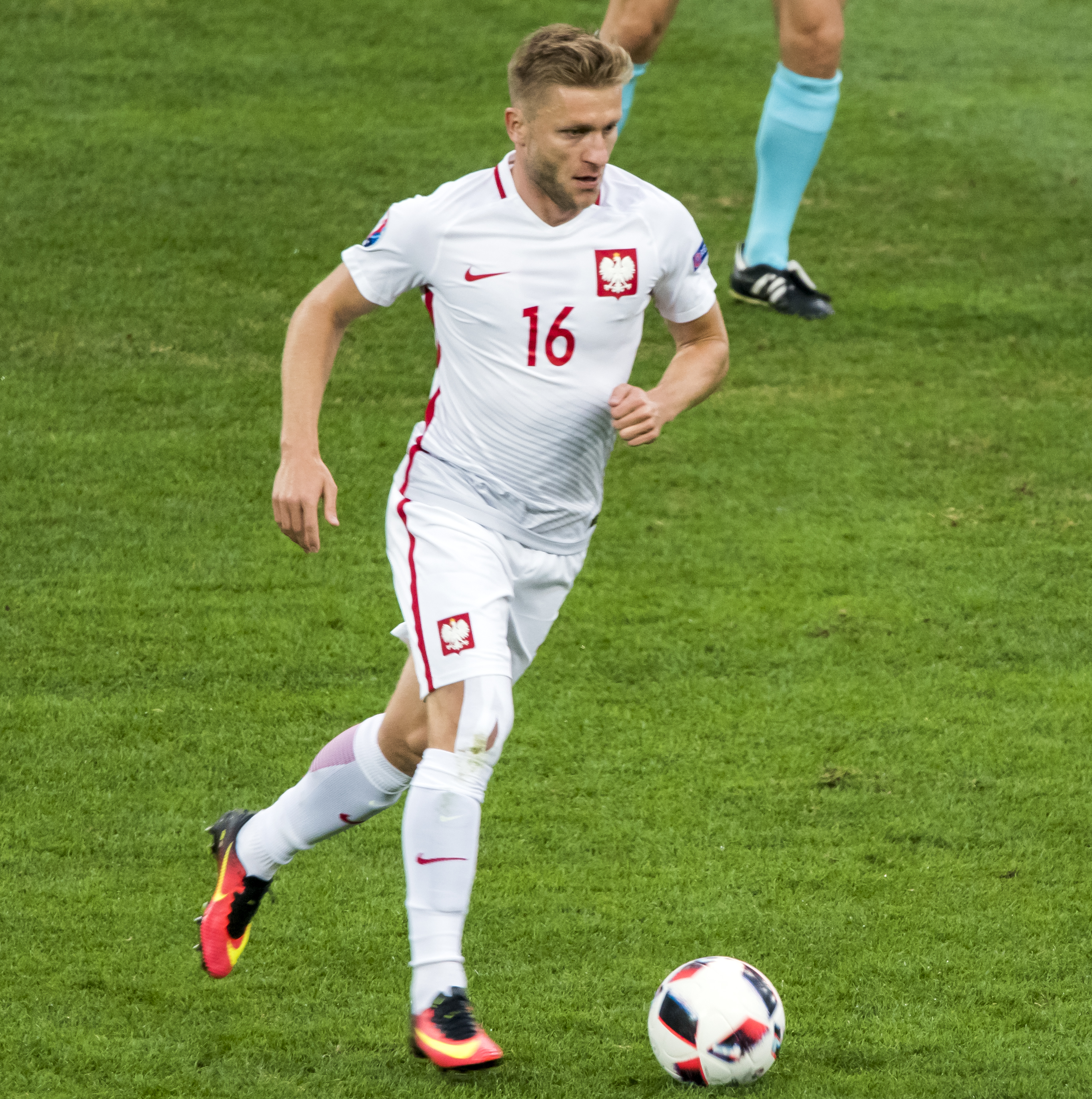
Jakub Błaszczykowski

### Híresebb játékosok
| - 1920-as évek - Wawrzyniec Staliński (1922–1928) - Józef Nawrot (1928–1935) - 1930-as évek - Ernst Willimowski (1934–1939) - Leonard Piątek (1936–1939) - 1940-es évek - Gerard Cieślik (1947–1958) - 1950-es évek - Edward Szymkowiak (1952–1965) - Lucjan Brychczy (1954–1969) - Ernest Pohl (1955–1965) - Eugeniusz Faber (1959–1969) - 1960-as évek - Stanisław Oślizło (1961–1971) - Zygfryd Szołtysik (1963–1972) - Włodzimierz Lubański (1963–1980) - Andrzej Jarosik (1965–1972) - Joachim Marx (1966–1975) - Robert Gadocha (1967–1975) - Kazimierz Deyna (1968–1978) - 1970-es évek - Jerzy Gorgoń (1970–1978) - Lesław Ćmikiewicz(1970–1979) - Antoni Szymanowski (1970–1980) - Jan Tomaszewski (1971–1981) - Grzegorz Lato (1971–1984) - Henryk Kasperczak (1973–1978) - Andrzej Szarmach (1973–1982) - Władysław Żmuda (1973–1986) - Paweł Janas (1976–1984) - Zbigniew Boniek (1976–1988) - Marek Dziuba (1977–1984) - Andrzej Iwan (1978–1987) - Roman Wójcicki (1978–1989) | - 1980-as évek - Andrzej Buncol (1980–1986) - Waldemar Matysik (1980–1989) - Włodzimierz Smolarek (1980–1992) - Dariusz Dziekanowski (1981–1990) - Ryszard Tarasiewicz (1984–1991) - Dariusz Wdowczyk (1984–1992) - Jan Furtok (1984–1993) - Krzysztof Warzycha (1984–1997) - Jan Urban (1985–1991) - Józef Wandzik (1985–1995) - Marek Leśniak (1986–1994) - Roman Kosecki (1988–1995) - 1990-es évek - Wojciech Kowalczyk (1991–1999) - Tomasz Wałdoch (1991–2002) - Andrzej Juskowiak (1992–2001) - Piotr Świerczewski (1992–2003) - Jacek Bąk (1993–2008) - Jacek Zieliński (1995–2003) - Tomasz Hajto (1996–2005) - Radosław Kałużny (1997–2006) - Jerzy Dudek (1998–2013) - Tomasz Kłos (1998–2006) - Maciej Żurawski (1998–2008) - Jacek Krzynówek (1998–2009) - Paweł Kryszałowicz (1999–2004) - Tomasz Frankowski (1999–2006) - Michał Żewłakow (1999–2011) - 2000-es évek - Emmanuel Olisadebe (2000–2004) - Kamil Kosowski (2001–2009) - Euzebiusz Smolarek (2002–2010) - Mariusz Lewandowski (2002–2013) - Marcin Wasilewski (2002–2013) - Dariusz Dudka (2004–2012) - Artur Boruc (2004–2016) - Jakub Błaszczykowski (2006–) - Łukasz Piszczek (2007–) - Kamil Grosicki (2008–) - Robert Lewandowski (2008–) - Kamil Glik (2009–) - 2010-es évek - Arkadiusz Milik (2012–) |

## Szövetségi kapitányok
| Szövetségi kapitányok 1922-től. | Első       | Utolsó     |
| ------------------------------- | ---------- | ---------- |
| Józef Szkolnikowski             | 1921-03-12 | 1922-05-14 |
| Józef Lustgarten                | 1922-05-14 | 1922-09-03 |
| Kazimierz Glabisz               | 1923-06-03 | 1923-11-01 |
| Adam Obrubański                 | 1924-08-10 | 1924-08-31 |
| Tadeusz Kuchar                  | 1925-07-19 | 1925-07-19 |
| Tadeusz Synowiec                | 1925-08-30 | 1927-06-19 |
| Tadeusz Kuchar                  | 1928-06-10 | 1928-06-10 |
| Stefan Loth                     | 1928-07-01 | 1931-10-25 |
| Józef Kałuża                    | 1932-05-29 | 1939-08-27 |
| Henryk Reyman                   | 1947-06-11 | 1947-08-31 |
| Andrzej Przeworski              | 1947-09-14 | 1947-10-26 |
| Zygmunt Alfus                   | 1948-04-04 | 1948-09-19 |
| Andrzej Przeworski              | 1948-10-10 | 1948-10-17 |
| Mieczysław Szymkowiak           | 1949-05-08 | 1949-11-06 |
| Mieczysław Szymkowiak           | 1950-05-01 | 1950-10-22 |
| Ryszard Koncewicz               | 1953-05-10 | 1956-07-22 |
| Alfred Nowakowski               | 1956-08-26 | 1956-08-26 |
| Czesław Krug                    | 1956-10-28 | 1956-11-16 |
| Henryk Reyman                   | 1957-05-19 | 1958-10-05 |
| Czesław Krug                    | 1959-05-20 | 1962-11-28 |
| Wiesław Motoczyński             | 1963-05-15 | 1965-11-01 |
| Ryszard Koncewicz               | 1966-01-05 | 1966-01-05 |
| Antoni Brzeżańczyk              | 1966-05-03 | 1966-07-05 |
| Alfred Nowakowski               | 1966-09-11 | 1966-10-22 |
| Michał Matyas                   | 1966-11-17 | 1967-10-29 |
| Ryszard Koncewicz               | 1968-04-24 | 1970-10-25 |
| Kazimierz Górski                | 1971-05-05 | 1976-07-31 |
| Jacek Gmoch                     | 1976-10-16 | 1978-09-06 |
| Ryszard Kulesza                 | 1978-10-11 | 1980-12-07 |
| Antoni Piechniczek              | 1981-01-25 | 1986-06-16 |
| Wojciech Łazarek                | 1986-10-07 | 1989-06-03 |
| Andrzej Strejlau                | 1989-08-23 | 1993-09-22 |
| Lesław Ćmikiewicz               | 1993-10-13 | 1993-11-17 |
| Henryk Apostel                  | 1994-02-09 | 1995-11-15 |
| Władysław Stachurski            | 1996-02-19 | 1996-05-01 |
| Antoni Piechniczek              | 1996-06-02 | 1997-05-31 |
| Krzysztof Pawlak                | 1997-06-14 | 1997-06-14 |
| Janusz Wójcik                   | 1997-09-06 | 1999-10-09 |
| Jerzy Engel                     | 2000-01-26 | 2002-06-14 |
| Zbigniew Boniek                 | 2002-07-15 | 2002-11-20 |
| Paweł Janas                     | 2003-02-12 | 2006-06-20 |
| Leo Beenhakker                  | 2006-07-11 | 2009-09-10 |
| Stefan Majewski                 | 2009-09-17 | 2009-10-28 |
| Franciszek Smuda                | 2009-10-29 | 2012-06-16 |
| Waldemar Fornalik               | 2012-07-10 | 2013-10-16 |
| Adam Nawałka                    | 2013-10-26 | 2018-07-03 |
| Jerzy Brzęczek                  | 2018-07-12 | 2021-01-18 |
| Paulo Sousa                     | 2021-01-21 | 2021-12-29 |
| Czeslaw Michniewicz             | 2022-01-31 | 2022-12-31 |
| Fernando Santos                 | 2023-01-24 | 2023-09-13 |
| Michał Probierz                 | 2023-09-20 | 2025-06-12 |
| Jan Urban                       | 2025-07-16 |            |

## Stadion

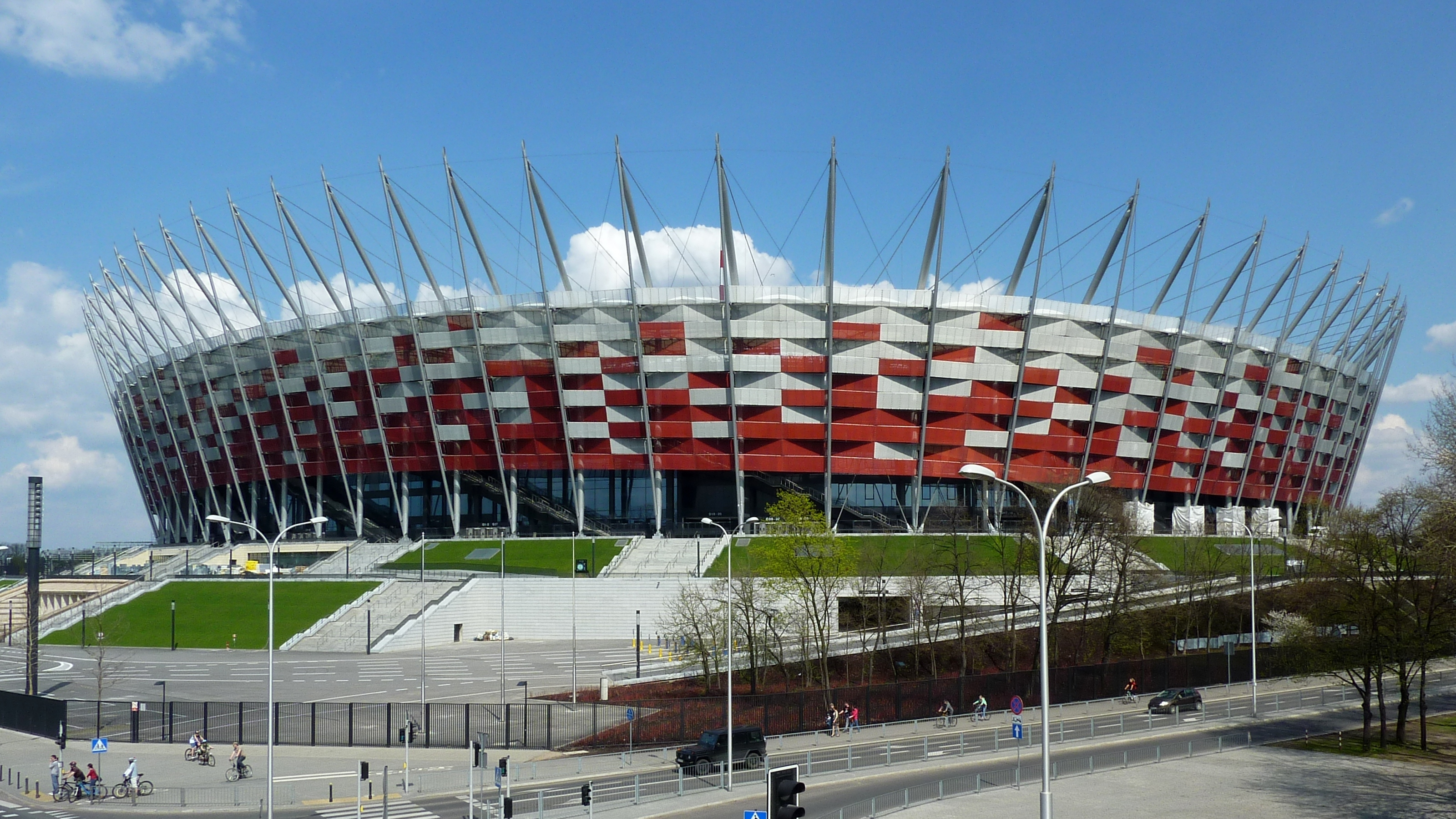
A Nemzeti Stadion Varsóban

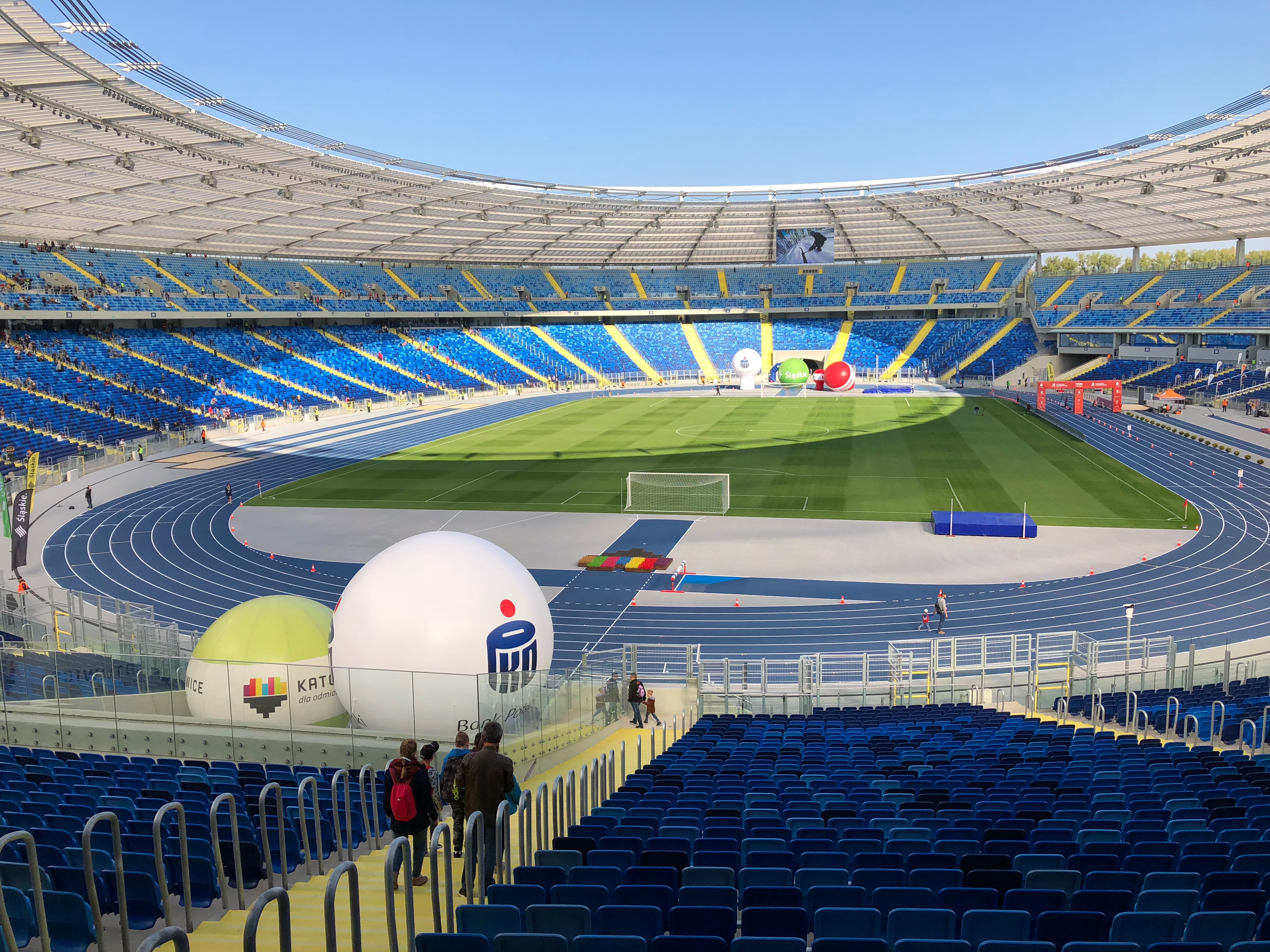
A Sziléziai stadion 2017-ben

A Chorzówban található Sziléziai stadion volt a lengyel válogatott  otthona hosszú időn keresztül. 1956-ban épült és 47 246 ülőhellyel rendelkezik. 1956. október 20-án a Szovjetunió elleni mérkőzést 100 000 néző tekintette meg a helyszínen, ami a mai napig nézőcsúcsnak számít.
Az új Nemzeti Stadion Varsóban épült fel a 2012-es labdarúgó-Európa-bajnokságra és 58 145 fő befogadására alkalmas. A lengyel válogatott barátságos és selejtező mérkőzéseit ebben a létesítmény rendezik.